# Trachylepis volamenaloha
Trachylepis volamenaloha es una especie de escincomorfos de la familia Scincidae.

## Distribución geográfica yhábitat
Es endémica de Madagascar. Su rango altitudinal oscila entre 57 y 150 m s. n. m..